# Ohrdruf
Ohrdruf település Németországban, azon belül Türingiában. Lakosainak száma 9476 fő (2023. december 31.).
Gothától délre, az Ohra folyó mellett, 300-400 méter magasságban fekvő település.

## Története
A Ohrdruf helyén már az időszámításunk előtt is állt település az itt végzett ásatások alapján. 724-ben Benedekrendi kolostort és templomot alapítottak itt, majd 777-ben a Szent Péter kolostor alapjait is lerakták.
Ohrdrufot városként azonban csak 1348-ban említették először az oklevelekben. 1550-ben a barátok által elhagyott kolostort akkori tulajdonosa, Gleichen grófja "Ehrenstein" reneszánsz kastélyává építette át.
A fallal körülvett városban egymás után létesítették a kohókat, fémfeldolgozó üzemeket. A város fejlődését azonban a sorozatos tűzvészek többször is visszavetették. Többek között a Bach-családhoz is szorosan kötődő Szt. Mihály templom is többször leégett.
Ohrdruf történetének fontos mozzanataként ismert, hogy Johann Sebastian Bach szülei halála után 1695-1703 között fiatal éveit Johann Christophnál, itt élő legidősebb bátyjánál töltötte, akitől zenei nevelést is kapott.
1944 novemberétől 1945 április elejéig náci munka- és koncentrációs tábor működött a városközponttól mintegy két kilométerre észak-északkeleti irányban. Egyszerre kb. tíz-tizenhárom ezer, összesen kb. húszezer embert tartottak itt fogva borzalmas körülmények között. Az összes halálos áldozat számát hétezerre teszik, közülük háromezren a táborban vagy közvetlen környékén vesztették életüket. A fogvatartottak vasútépítésben és egy, a kormányzat számára tervezett földalatti irányítóközpont építésében vettek részt, de a gyors amerikai előrenyomulás miatt egyiket sem fejezték be. A tábor az első volt, amelyet az amerikai csapatok felszabadítottak.

## Galéria

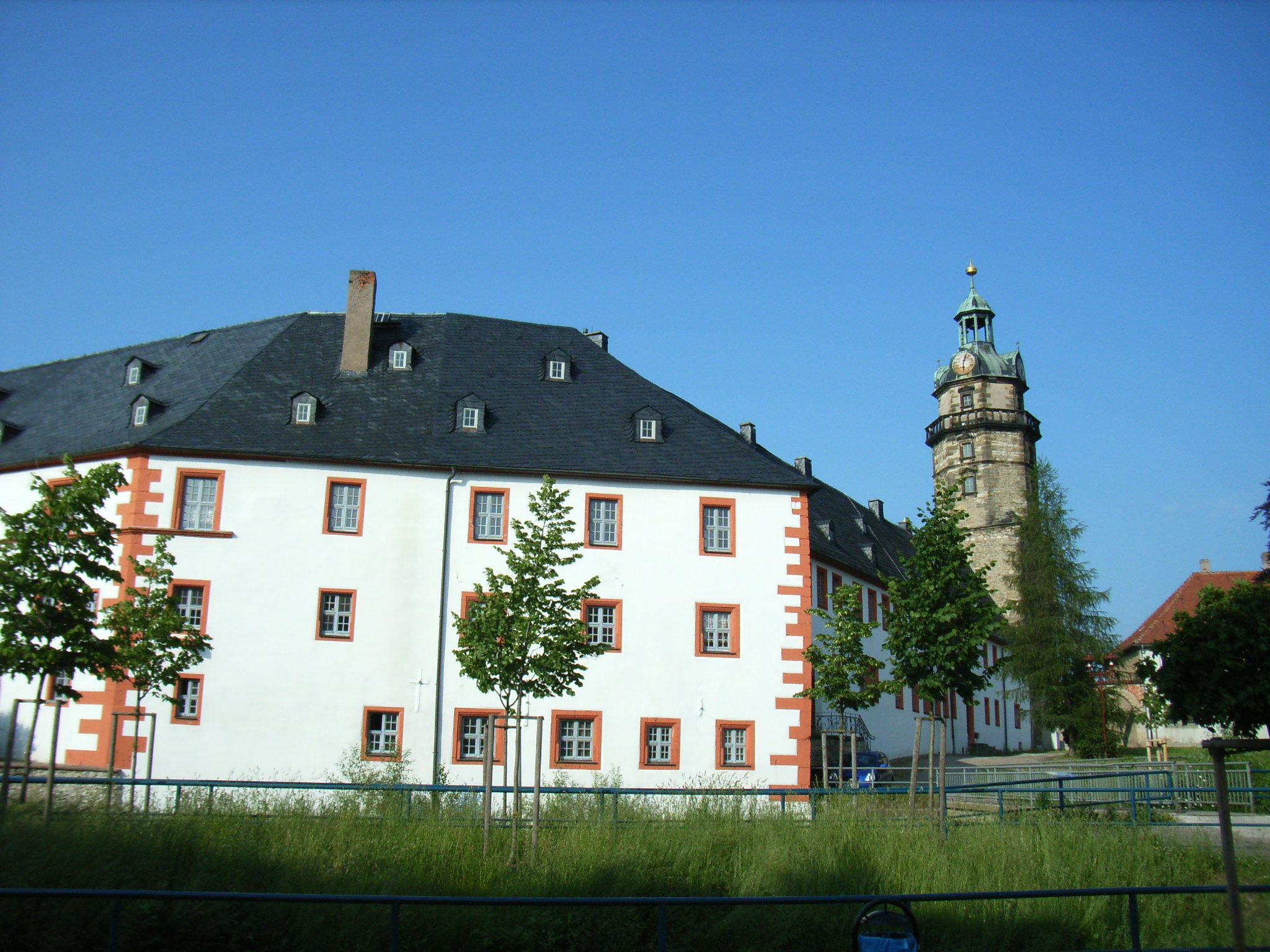
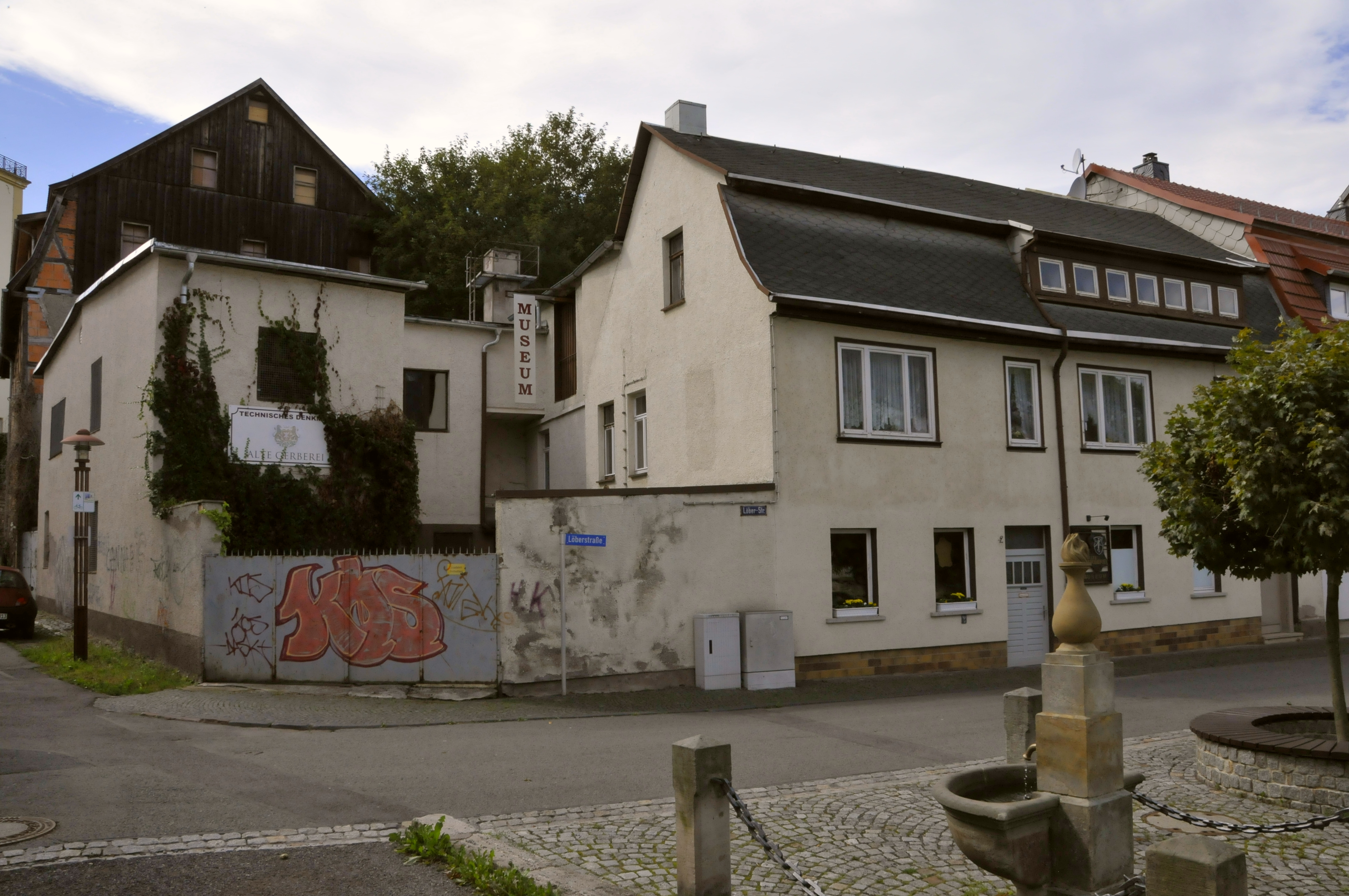
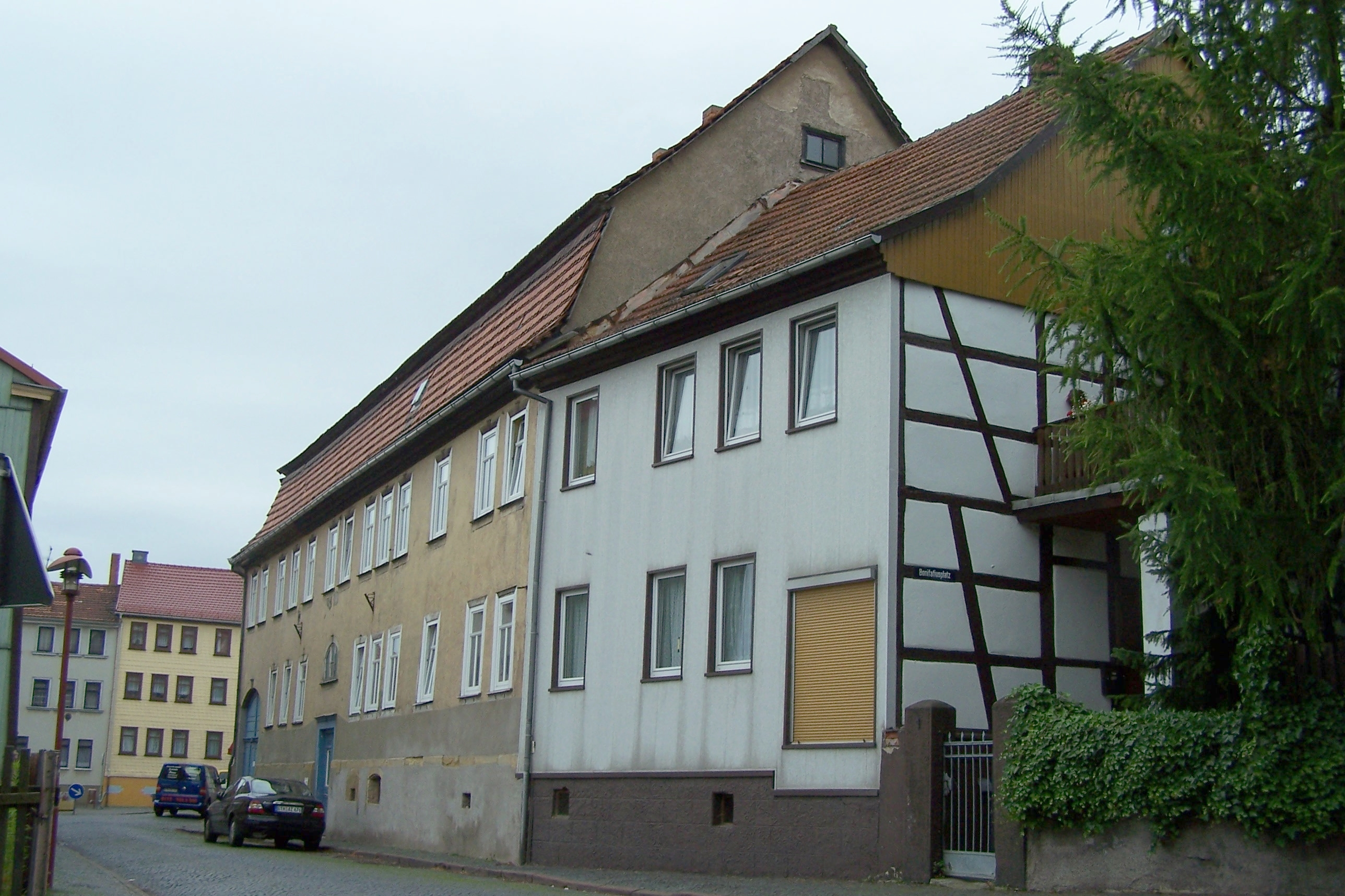
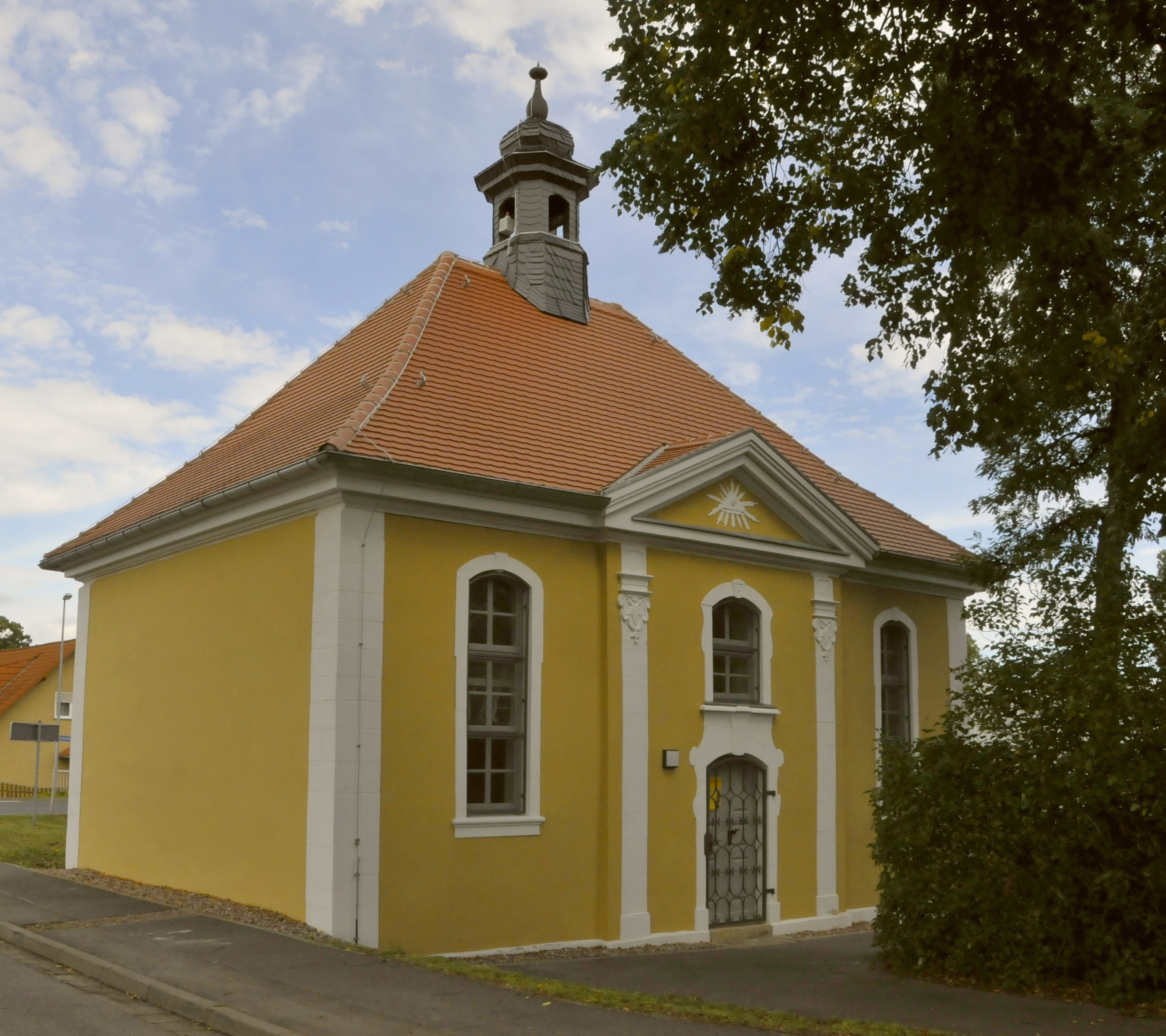
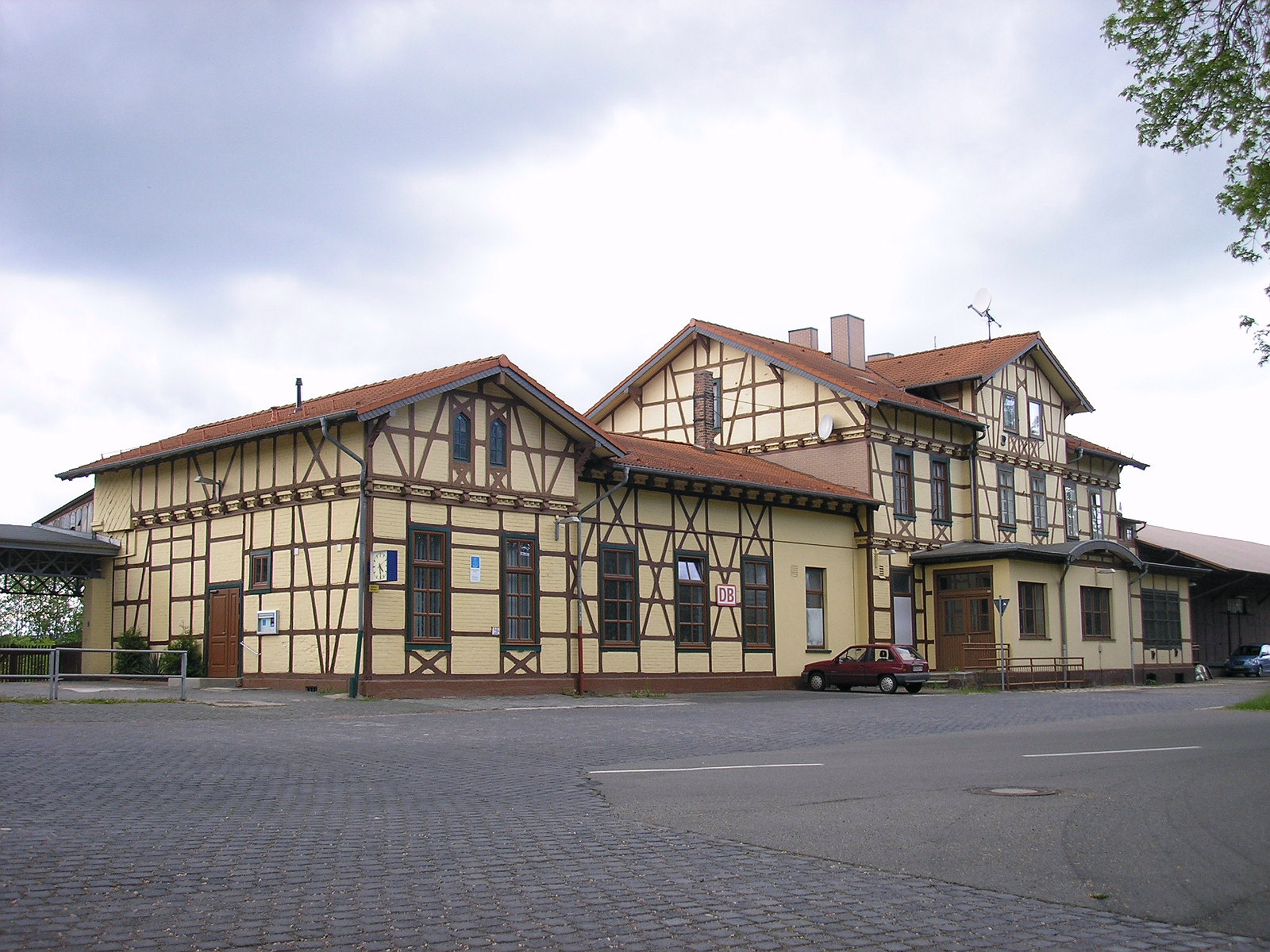
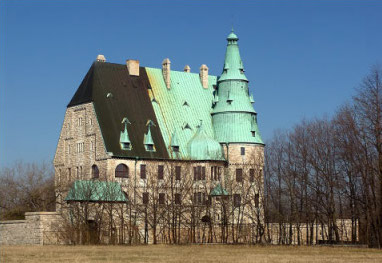
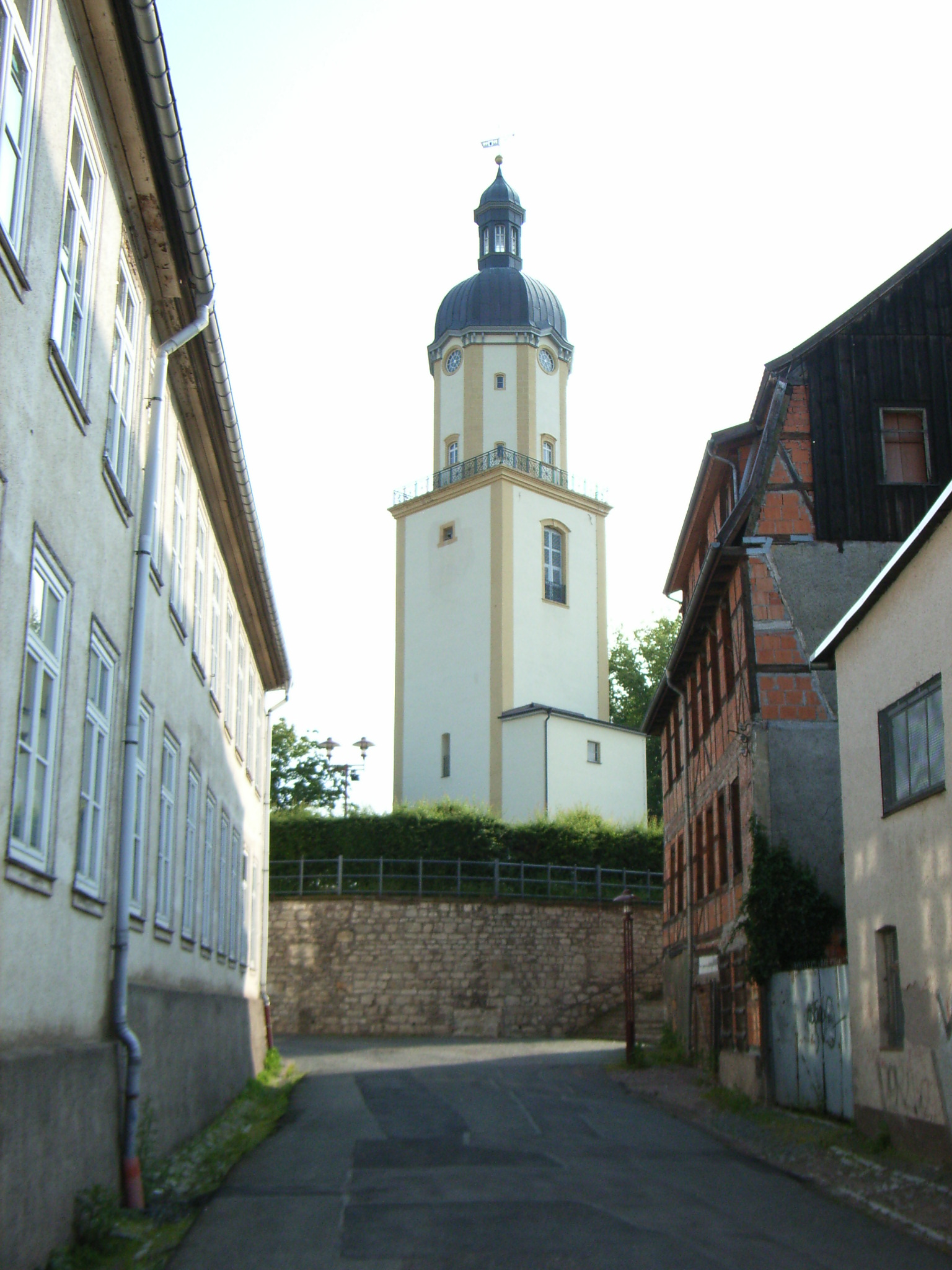
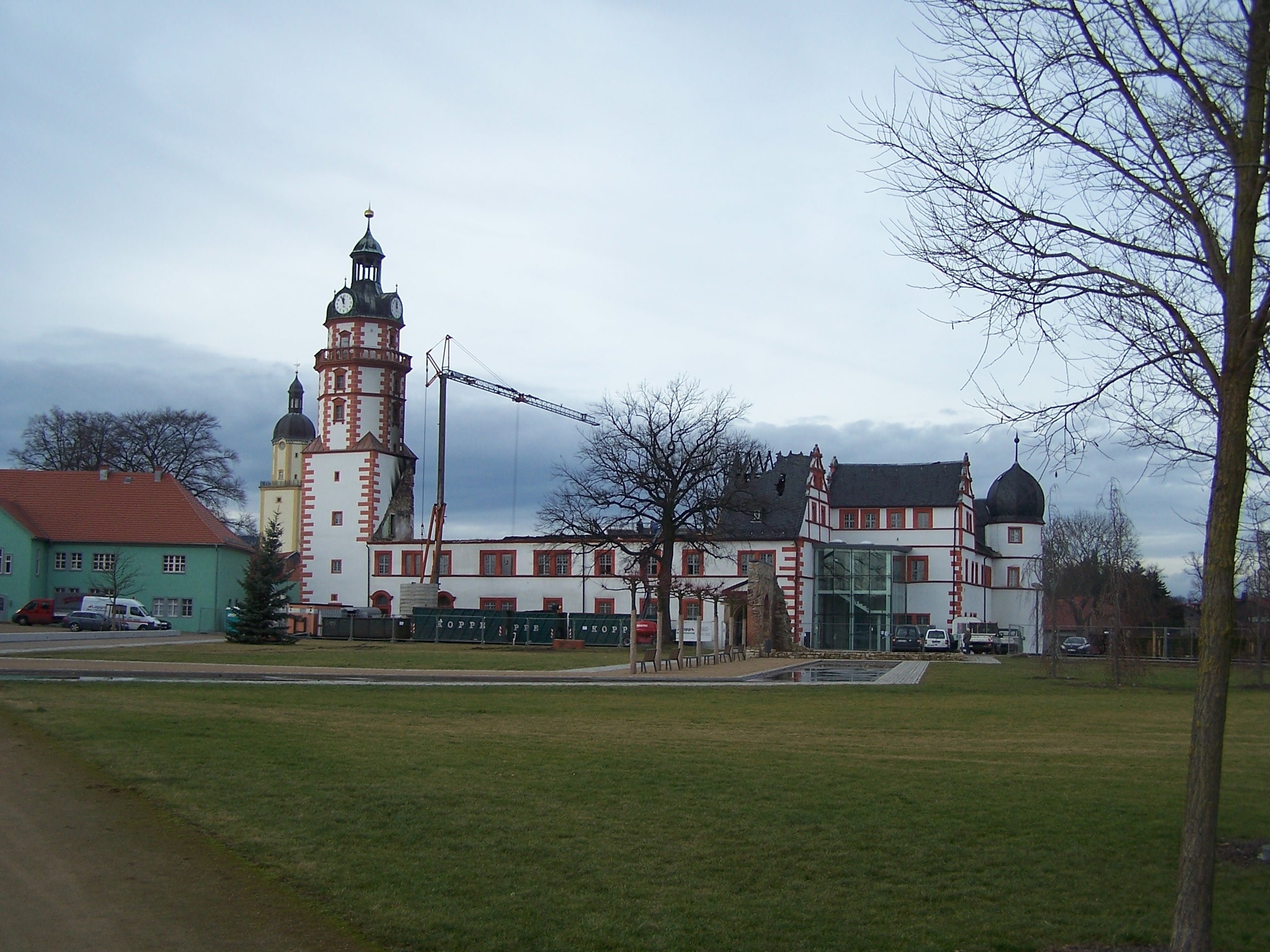
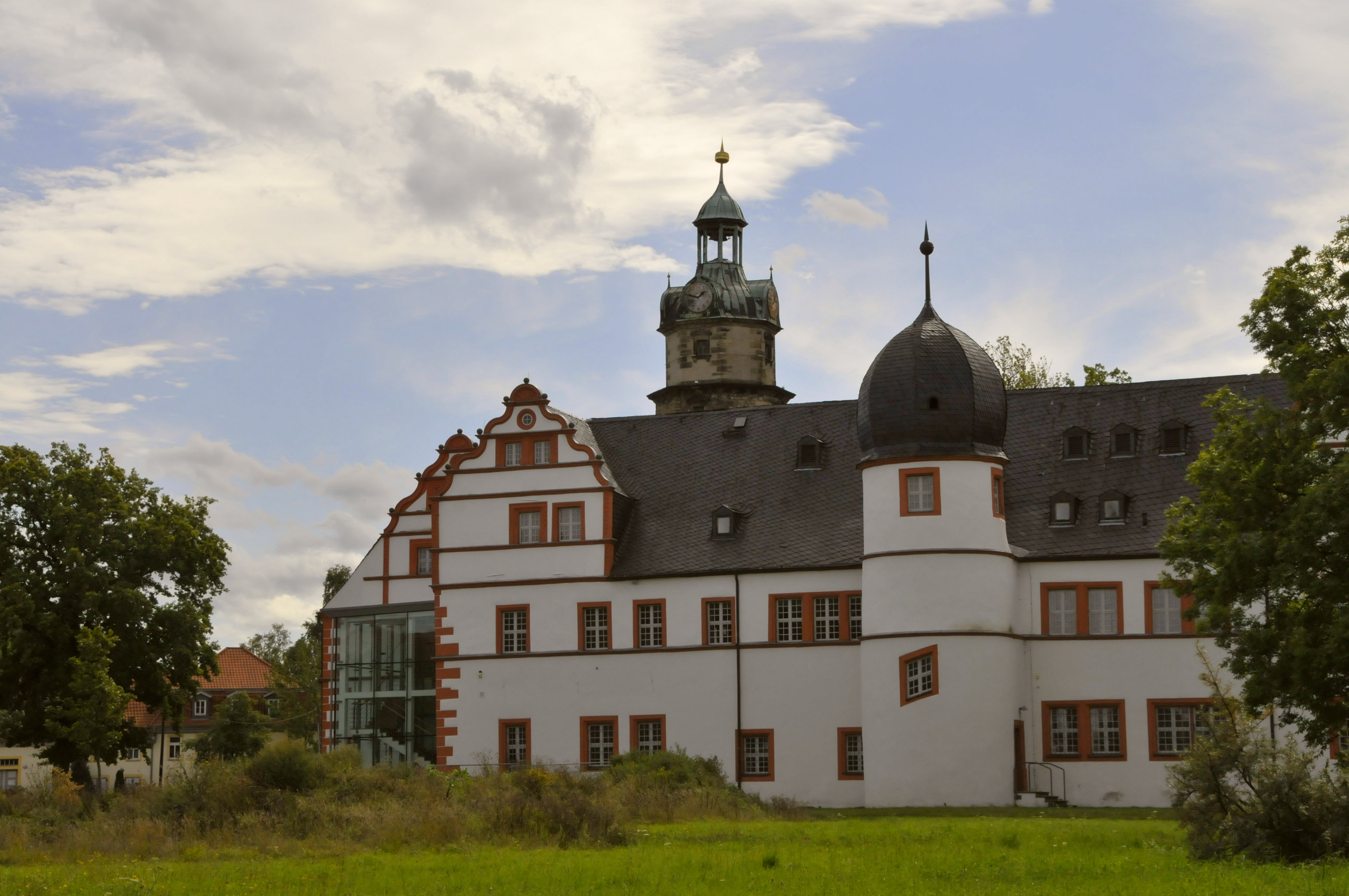
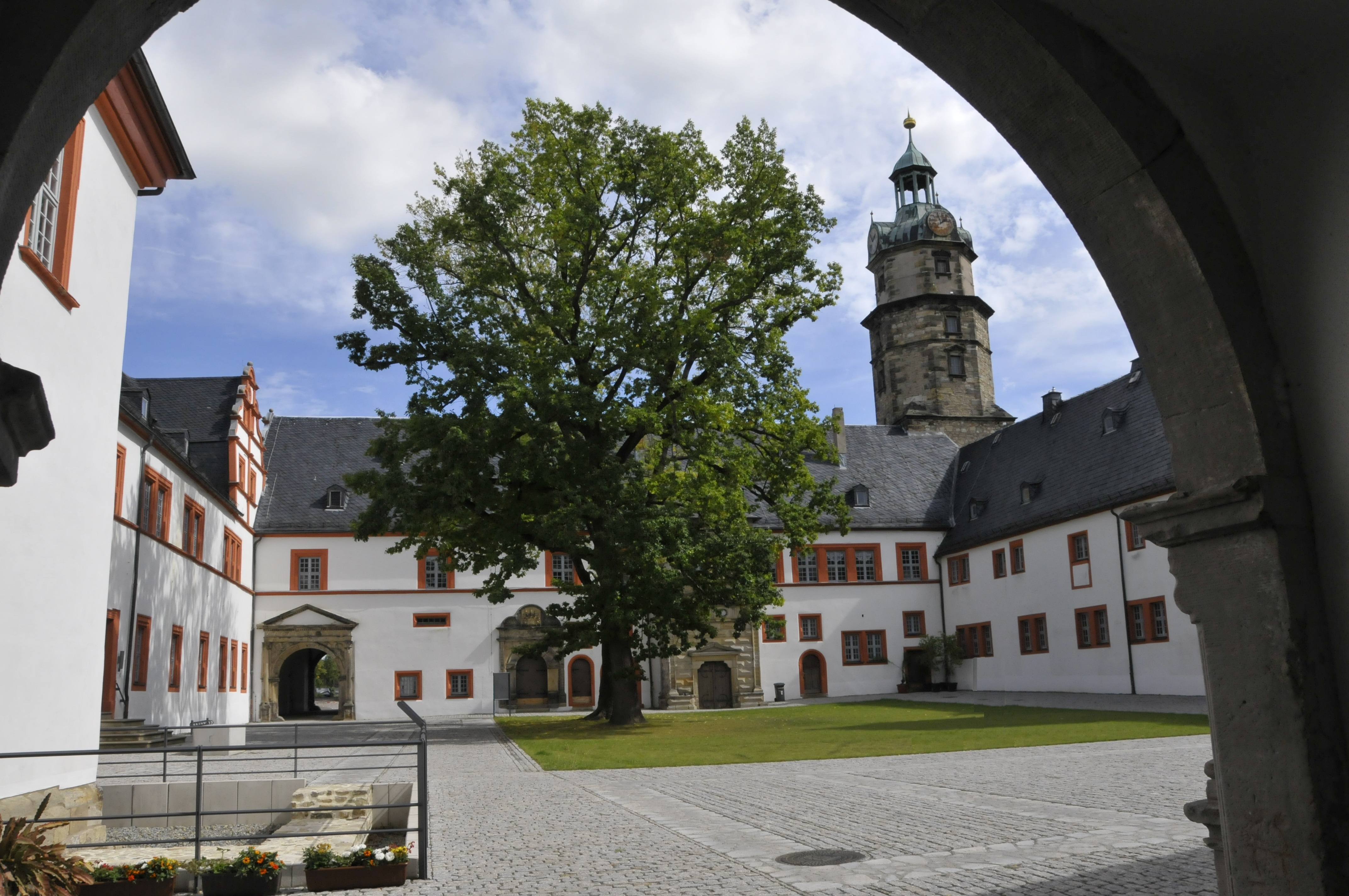
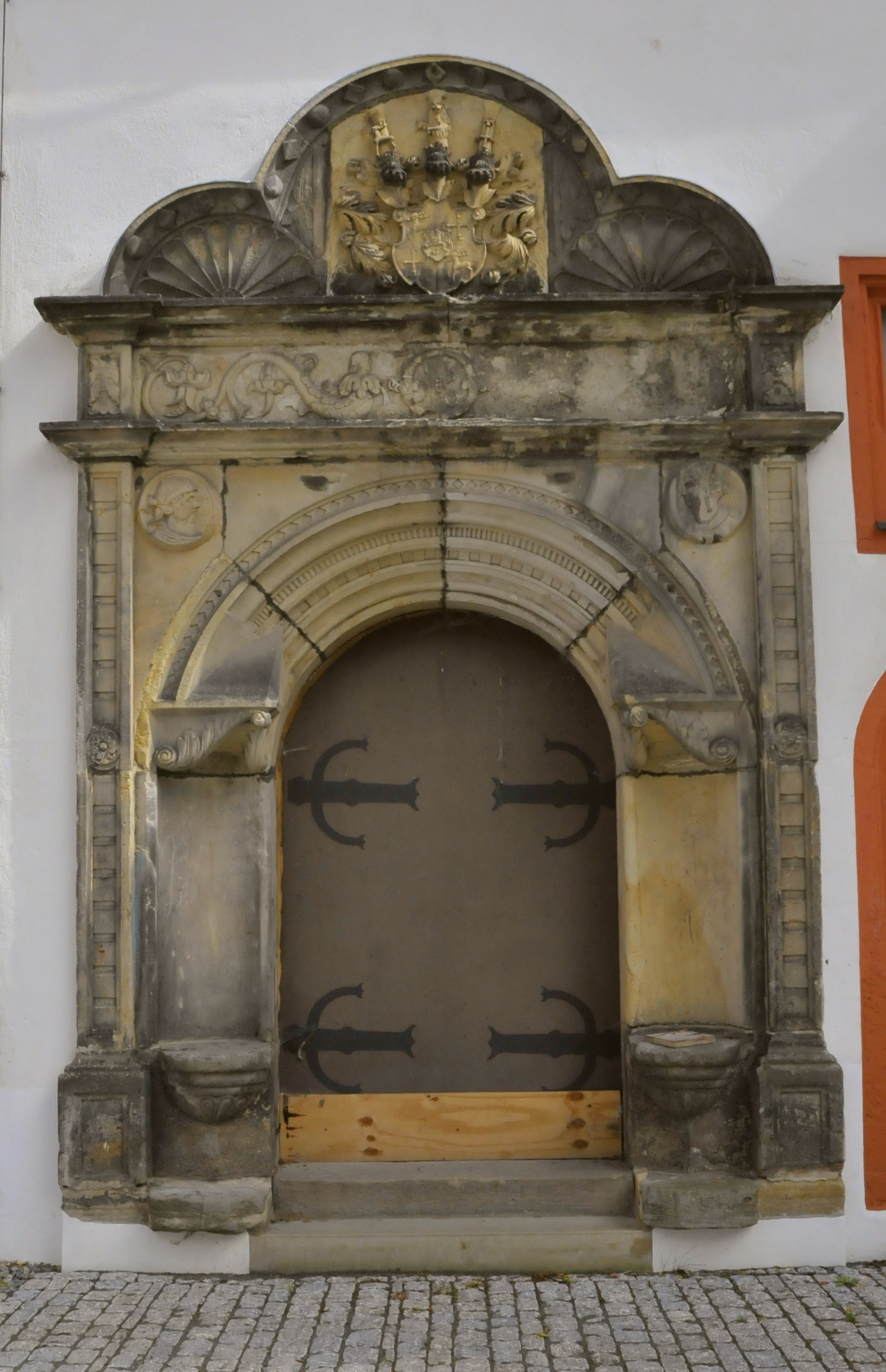
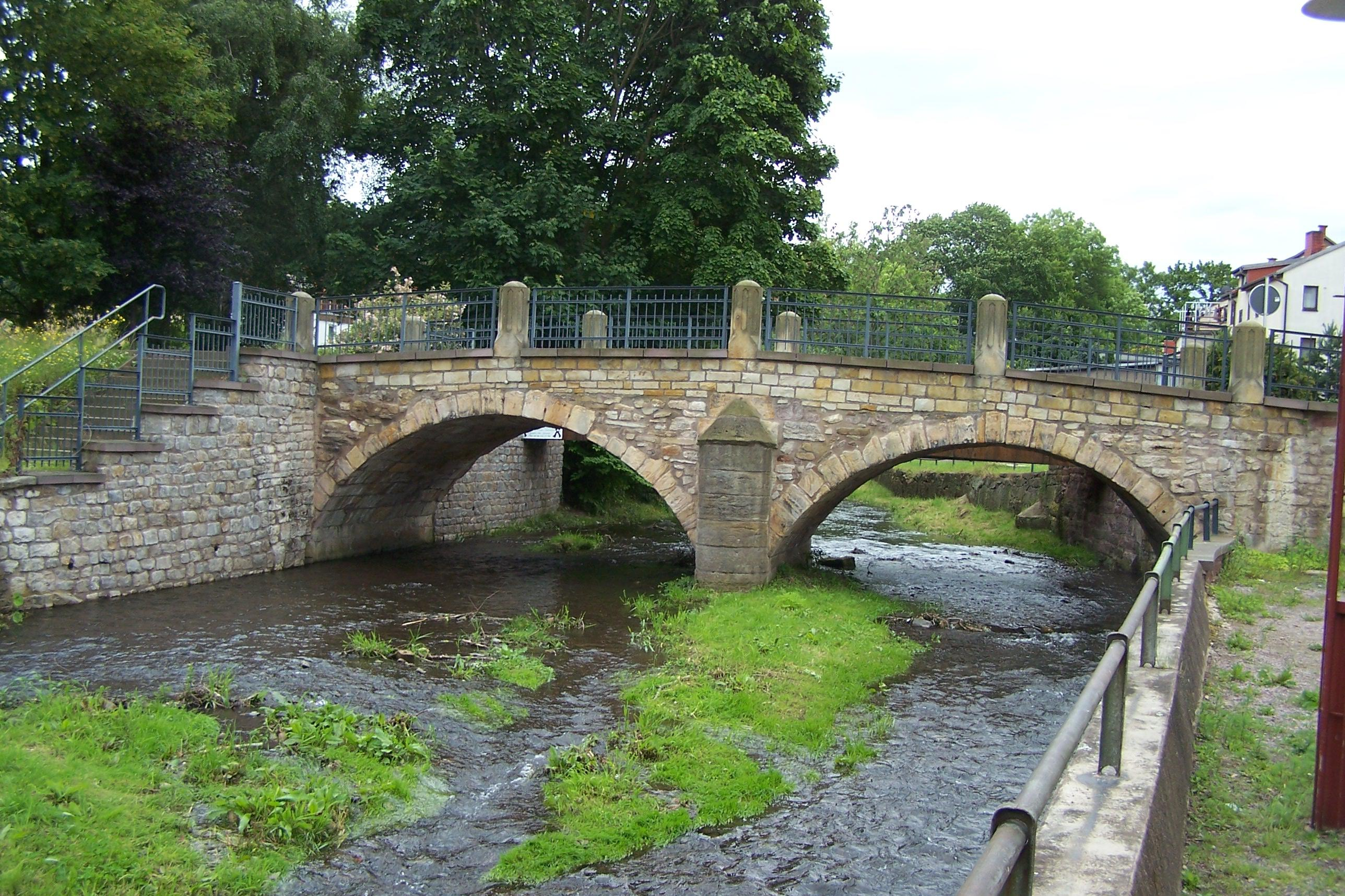
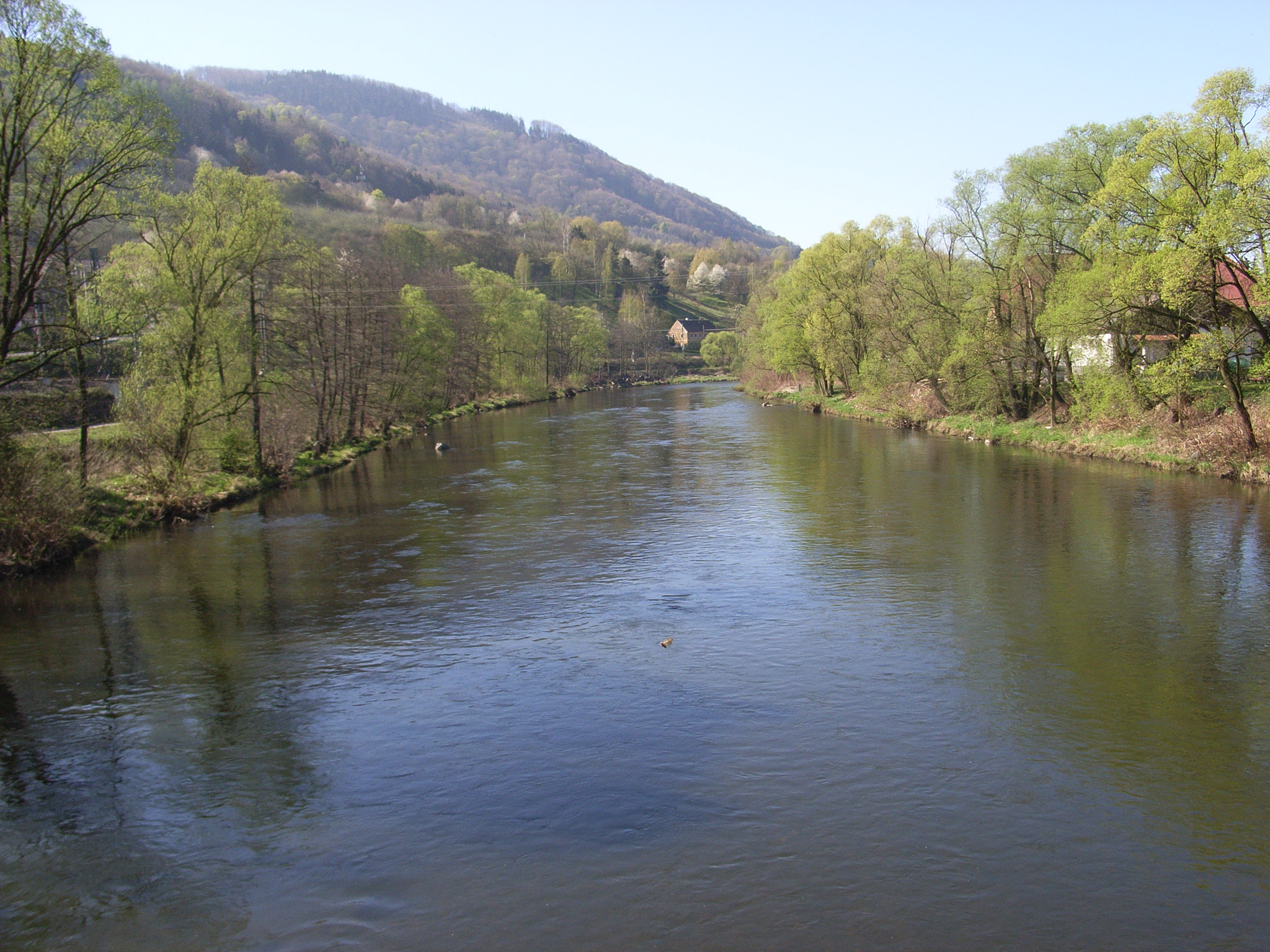
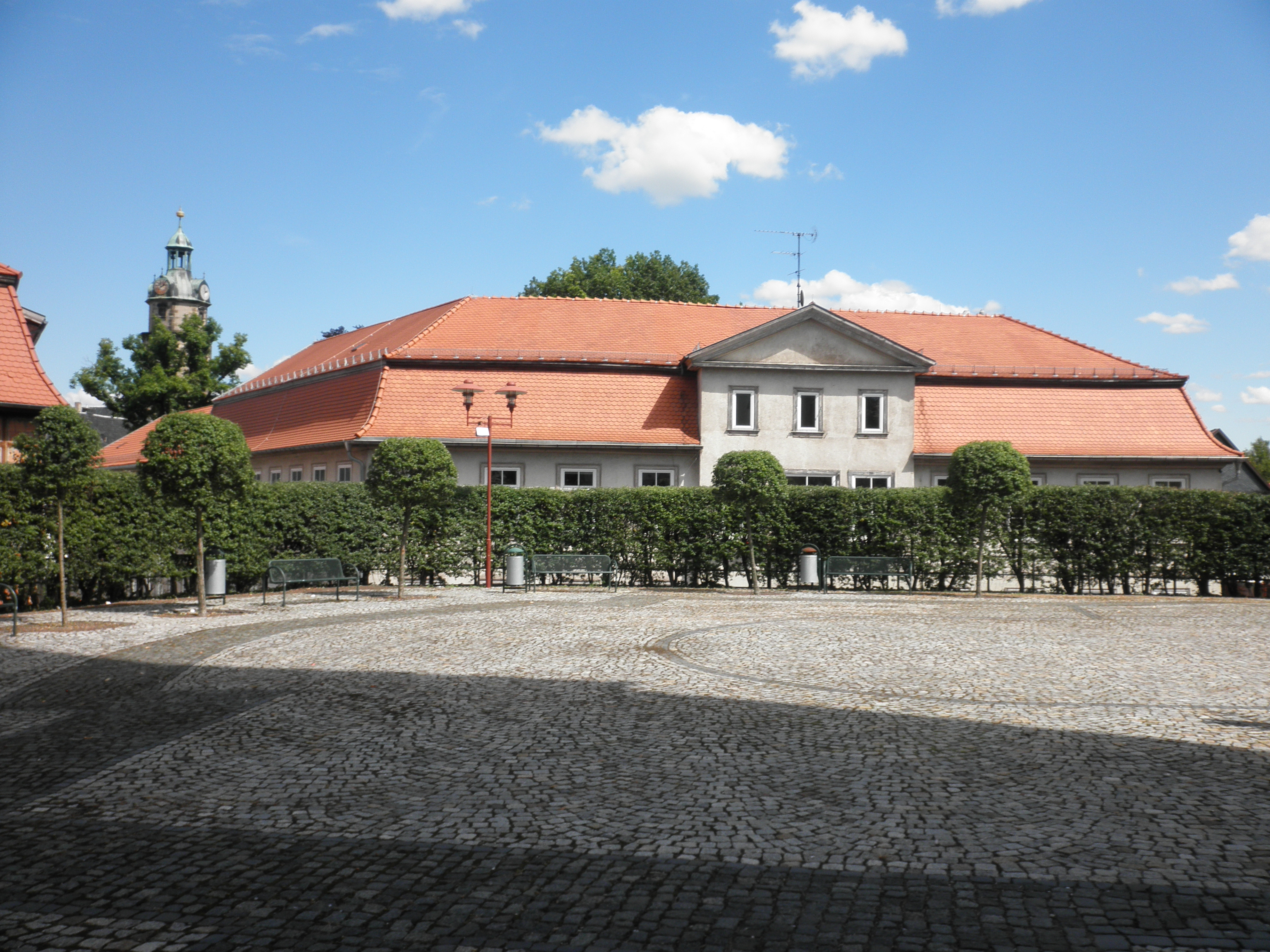

## Nevezetességek
- Ehrenstein kastély - a  várostól északra eső reneszánsz épület.
- Városháza
- Siechofkirche - középkori szárnyasoltára
- Városfalak
- Szent Mihály templom (Michaeliskirche) - J.Ch. Bach itt dolgozott, mint orgonista; a templomot 1945-ben lebombázták

## Itt születtek, itt éltek
- Johann Sebastian Bach szülei halála után, 1695-1703 között fiatal éveit itt élő idősebb bátyjánál, Johann Christophernél töltötte.

## Népesség
A település népességének változása:
| Lakosok száma | 5395 | 5499 | 9784 | 9525 | 9613 | 9476 |
|               | 2014 | 2017 | 2019 | 2021 | 2022 | 2023 |